# Richard Cook (journalist)
Richard Cook (Kew, 7 februari 1957 - aldaar, 25 augustus 2007) was een Britse jazzjournalist en auteur.

## Biografie
Cook werd geboren als zoon van een onderwijzer, wiens platencollectie al voor zijn latere beroep de richting aanwees. Ondanks goede cijfers besloot hij niet te studeren en begon tijdens de jaren 1970 (aanvankelijk parttime) als muziekjournalist bij het tijdschrift NME, waar hij begin jaren 1980 vast aangesteld werd. Hij schreef daarbij geenszins alleen over jazz, maar over de gehele bandbreedte van de populaire muziek.
Van 1985 tot 1992 was hij uitgever van het experimentele tijdschrift The Wire en uitgever voor de bijbehorende uitgeverij Quartet Books. Bovendien schreef hij over jazz in de Sunday Times (later in The New Statesman) en presenteerde hij een wekelijks jazzprogramma bij de radiozender GLR (later ook voor Jazz FM). Tussen 1992 en 1997 was hij verantwoordelijk voor het jazzprogramma van Polygram UK Records, waar hij onder andere albums van de Britse modern jazz nieuw uitbracht (Redial-serie) en de trompettist Guy Barker produceerde.
Bovendien was hij uitgever van de Jazz Review en auteur van meerdere standardwerken over jazz (onder andere in 2001 een verhaal van Blue Note Records) en de Penguin Guide to Jazz Recordings (samen met Brian Morton). Cook was ook co-auteur van het theaterstuk A sparkling evening with Caroline Jackson.

## Overlijden
Richard Cook overleed in augustus 2007 op 50-jarige leeftijd aan de gevolgen van kanker.